# Albert J. Libchaber
Albert Joseph Libchaber (* 23. Oktober 1934 in Paris) ist ein französischer Physiker, der sich mit Chaos-Physik und Biophysik beschäftigt.

## Leben
Libchaber studierte an der Universität Paris, wo er 1956 sein Vordiplom in Mathematik machte. Dann begann er ein Studium als Telekommunikations-Ingenieur an der École Nationale Supérieure des Telecommunications (Diplom 1958). Sein Diplom in Physik machte er 1959 an der University of Illinois at Urbana-Champaign. 1965 wurde er an der École normale supérieure promoviert und war danach bis 1966 an den Bell Laboratories, wo er auch bis 1972 regelmäßig im Sommer forschte. 1974 wurde er Forschungsdirektor am CNRS in Paris. 1983 bis 1991 war er Professor an der University of Chicago und ab 1991 an der Princeton University, wo er im selben Jahr auch NEC Research Fellow war. 1993 wurde er dort James S. McDonnell Distinguished University Professor. Ab 1994 war er Professor an der Rockefeller University, wo er zurzeit (2007) Leiter des Labors für experimentelle Festkörperphysik (Laboratory for Experimental Condensed Matter Physics des Centers for Studies in Physics and Biology) und Detlev W. Bronk Professor ist.
Zu seinen Doktoranden zählen Sébastien Balibar und Stéphan Fauve.

## Werk
Libchaber ist bekannt für seine klassischen Experimente über den Weg zum Chaos (Turbulenz) beim Rayleigh-Benard-Experiment. Dies gilt als erster klarer experimenteller Nachweis der Bifurkations-Kaskade zur Turbulenz (Periodenverdopplung), wobei er die theoretischen Vorhersagen von Mitchell Feigenbaum (den er 1979 traf) bestätigte. Er maß dabei die Temperaturen mit sehr kleinen (Mikrometer) Bolometern und verwendete zunächst flüssiges Helium, entsprechend seinem damaligen Forschungsfeld der Supraflüssigkeiten, und später Quecksilber, mit einem zusätzlichen Magnetfeld als zusätzlichem veränderbarem Parameter, durchgeführt mit Stephan Fauve 1981.
In den 2000er Jahren untersucht er u. a. nichtlineare Dynamik in biologischen Systemen, z. B. Fischschwärme (die er mit Modell von Filamenten in sich bewegenden Seifenhaut-Filmen untersucht) und das Verhalten von DNA in einer konvektiven, heißen Umgebung ähnlich einigen Modellen der „Ursuppe“, in der das Leben auf der Erde entstand. Außerdem untersucht er minimale zelluläre Bedingungen, unter denen Leben entsteht, in künstlich hergestellten biochemischen Modellen von Zellen (Vesicle Bioreactors), mit einer „Grundausstattung“ der Zelle aus Escherichia coli, ohne dessen genetisches Material, das in kontrollierter Weise zugegeben wurde. Die E.-coli-Zellbausteine konnten mit einem Trick mit einer Doppelmembran aus Phospholipiden als Zellwand umschlossen werden, die mit Hilfe eines Bakterientoxins für die Nährstoffe in der umgebenden Nährflüssigkeit durchlässig wurde. So produzierten die Zellen mehrere Tage lang Proteine (2004).
Libchaber war 1986 McArthur-Fellow und erhielt 1986 mit Feigenbaum den Wolf-Preis in Physik. 1999 erhielt er den Prix des Trois Physiciens der Fondation de France. Libchaber ist korrespondierendes Mitglied der französischen Akademie der Wissenschaften, der National Academy of Sciences (2007) und der American Academy of Arts and Sciences (1986). Er erhielt die Palmes académiques und ist Ritter der Ehrenlegion in Frankreich.

## Schriften
- Libchaber "From Chaos to Turbulence in Benard convection", Proceedings of the Royal Society A, Bd. 413, 1987, S. 63